# 1751 Herget
1751 Herget je asteroid v glavnem asteroidnem pasu. Spada med asteroide tipa S. Pripada asteroidni družini Gefion. 

## Odkritje
Herget so odkrili 27. julija 1955 na Observatoriju Goetheja Linka blizu Brooklyna v Indiani.